# Stazione di Lucera Città
Stazione di Lucera Città vasútállomás Olaszországban, Puglia régióban, Lucera településen.

## Vasútvonalak
Az állomást az alábbi vasútvonalak érintik:
- Foggia-Lucera-vasútvonal

## Kapcsolódó állomások
A vasútállomáshoz az alábbi állomások vannak a legközelebb: 
- Stazione di Lucera